# مانوئل مونیوس
مانوئل مونیوس (اسپانیایی: Manuel Muñoz‎؛ ۲۸ آوریل ۱۹۲۸ – ۱۷ دسامبر ۲۰۲۲) بازیکن فوتبال اهل شیلی بود.
از باشگاه‌هایی که در آن بازی کرده‌است می‌توان به باشگاه فوتبال کولو-کولو اشاره کرد. وی همچنین در تیم ملی فوتبال شیلی بازی کرده‌است.